# Бліда (вілаєт)
Бліда (араб. ولاية البليدة‎‎) — вілаєт Алжиру. Адміністративний центр — м. Бліда. Площа — 1 575 км². Населення — 1 009 892 особи (2008).

## Географічне положення
Вілаєт розташований на півночі країни в Атлаських горах, на південний захід від столиці країни - м. Алжир. На півночі межує з вілаєтами Тіпаза, Алжир та Бумердес, на сході — з вілаєтом Буїра, на півдні — з вілаєтом Медея, на заході — з вілаєтом Айн-Дефля.

## Адміністративний поділ
Поділяється на 10 округів та 25 муніципалітетів.
| Алжир | Це незавершена стаття з географії Алжиру. Ви можете допомогти проєкту, виправивши або дописавши її. |